# Грибковые кератиты
 Fungal keratitis  — воспаление роговицы глаз (так называемый кератит), в результате грибковой инфекции организма.  Keratomycosis  является греческим термином эквивалентным Fungal keratitis — это грибковая инфекция роговицы, передней части глаза, которая закрывает зрачок . Тем кто испытывает эти симптомы, как правило, рекомендуется немедленно посетить соответствующую специалиста .

## Классификация
Инфекционный кератит может быть бактериальным, грибковым, вирусным, или протозойным. Отличительные особенности проявления его у пациента позволяют специалисту определить предположительный диагноз, помогая в назначении соответствующей антиинфекционной терапии.

## Клинические особенности
Симптомы грибкового кератита являются: нечеткость зрения, красный и болезненный глаз, состояние которого не улучшается после удаления контактных линз или лечения антибиотиками, повышенная чувствительность к свету (светобоязнь), и слезотечение или выделения. Симптомы заметно меньше по сравнению с аналогичными симптомами бактериальной язвы. Признаки: веки и их придатки отечны и гиперемированы, конъюнктива раздражена. Язва также может присутствовать. Это сухая язва роговицы, сопровождаемая поражениями вокруг роговицы. Обычно связано с нагноением грибковой язвы, преимущественно белого цвета, пушистого с виду. Изредка она может распространяться на задний сегмент, порождая эндофтальмит на более поздних стадиях, что приводит к разрушению глаза. (Примечание: грибковый эндофтальмит крайне редок)

## Причины
Мицелиальные грибы
- Aspergillus flavus
- Aspergillus fumigatus
- Fusarium SPP.
- Alternaria SPP.

Дрожжи
- Candida

## Патофизиология
Предваряющим событием для грибковых кератитов является травма растительного / органического происхождения. Колючая рана у работников сельского хозяйства от пшеницы при уборке урожая является типичным примером. Она имплантирует грибок непосредственно в роговицу. Гриб растет медленно и размножается с проникновением в передний и задний стромальные слои. Гриб может прорваться через десцеметову мембрану и попасть в переднюю камеру. Пациент оказывается через несколько дней или недель с грибковым кератитом.

## Диагностика
Диагноз ставится офтальмологом/окулистом, на основании корреляции типичной истории, симптомов и признаков. Было немало случаев, когда она была упущена и ошибочно диагностировалось как бактериальная язва. Окончательный диагноз устанавливается только после положительного анализа культуры (lactophenol cotton blue, calcoflour medium), соскобленной с роговицы, как правило, в течение недели. Последние достижения были сделаны в PCR / иммунологических тестах, которые могут дать гораздо более быстрый результат.

## Лечение и ведение
Предположительный диагноз грибкового кератита требует немедленной эмпирической терапии. Офтальмологическая суспензия натамицин — предпочтительный препарат для волокнистой грибковой инфекции. Глазной раствор флуконазол рекомендуется для candida инфекции роговицы. Глазные капли амфотерицина могут потребоваться, когда другие препараты не помогают; но они могут быть весьма токсичны и требует квалифицированного фармацевта для их приготовления. Другие лекарства также испытывались с умеренным успехом. В любом случае требуется консультация с глазным специалистом, так как он может предложить наилучшее лечение.

## Прогнозы
Как правило, требуется много времени, чтобы избавиться от инфекции, так как сам гриб растет медленно. Перфорации роговицы могут возникнуть у больных с неочищенными или частично очищенными инфекционными кератитами и требуют хирургического вмешательства в виде трансплантации роговицы .

## Профилактика / Скрининг
Предотвращение травм растительными / органическими веществами, в частности, у сельскохозяйственных рабочих при уборке, может снизить заболеваемость грибковым кератитом. Ношение широких защитных очков с боковыми щитками рекомендуется для людей, подверженных риску таких травм.

## Эпидемиология
Это заболевание является довольно распространенным в тропиках и в странах с большим сельского населением. Индия имеет большое количество случаев заболевания грибкового кератита, но плохая система отчетности не позволяет точный сбор данных. Флорида в США регулярно сообщает о случаях грибковых кератитов, с Aspergillus и Fusarium SPP в качестве наиболее распространенных причин.

## Социальные последствия
Потеря зрения от грибковых кератитов может иметь весьма негативные последствия с точки зрения экономических и социальных проблем.

## Известные случаи
Недавно в отношении одного конкретного продукта, (ReNu with MoistureLoc — марка мягких контактных линз), был сделан броский заголовок в докладе Центров по контролю и профилактике заболеваний США, предполагающем увеличение заболеваемости грибковыми кератитами определенного типа(Фузариум кератит) у людей, использующих продукцию Bausch & Lomb. Bausch & Lomb приостановил, а затем отозвал, поставки этого конкретного продукта, ReNu с MoistureLoc.